# Apache Derby
Apache Derby（アパッチ・ダービー）は、IBMから寄贈されたCloudscapeのソースコードを元に、
Apacheソフトウェア財団によってプログラムの開発が進められている、Java技術で実装されたRDBMSのソフトウェア。

## 歴史
1996年Cloudscape Inc. 設立
1997年Cloudscape Inc. よりJBMSという名称でリリースされ、その後Cloudscapeと改名。
1999年Informix Software, Inc.により、Cloudscape Inc が買収される。
2001年IBMがInformixからCloudscapeを含むDBMSのソフトウェア資産を買収。IBM Cloudscapeとブランド名称が変更されリリースが続けられる。主に、IBM製品の組み込みDBMSとして使われる。
2004年IBMよりソースコードがApacheソフトウェア財団に寄贈される。
2005年incubationを卒業してApache DBのsubprojectとなる。
サン・マイクロシステムズがApache Derbyを基にしたJava DBを提供することを発表。
2006年サン・マイクロシステムズがJDK 6にJava DBを同梱することを発表。
2007年IBMがCloudscapeの販売終了を決定。

## 特徴
- Java技術により実装されている。
- APIとしてJDBCを提供する。特に10.2.2.0より提供されるバイナリはJDBC 4.0をサポートする。

### 構成
- EngineとNetwork Server、Network Clientおよびツール群から構成される。

### Engine
- RDBMSの機能を提供する。
- トランザクション処理が、IBMが1989年に開発した、ARIES (Algorithm for Recovery and Isolation Exploiting Semantics) というアルゴリズムにより実現されている。
- アプリケーションにライブラリとして組み込んでembedded modeで利用可能。
- プログラムのフットプリントが小さい。
  - Engineが固有のインタープリタを持たずに済むよう、SQLの実行計画からバイトコードが出力され、Javaのクラスが内部的に生成される設計となっている。

### Network Server/Network Client
- DRDAを実装しており、Engineをネットワーク経由で利用する機能を提供する。
- JDBC、ODBC/CLI、PHP/Perlからの利用が可能。

### ツール群

#### ij
Derbyのデータベースに接続してSQLを発行する。

#### dblook
データベースからDDL文を抽出する。

#### sysinfo
Javaの実行環境に関する情報とDerbyのバージョン情報を表示する。

## 利用
Apache Derbyに付加価値を加えて商品化したCloudscapeとJava DBを、IBMとサン・マイクロシステムズがそれぞれ提供している。
また様々な製品やプロジェクトにて、Apache Derbyは組み込まれたDBMSとして使われている/DBMSとして利用可能である。

## 雑学
Apache Derbyのロゴはダービー帽に掛けている。